# Podivný ráj a jiné povídky
Podivný ráj a jiné povídky je sbírka dvaceti tří sci-fi povídek amerického spisovatele Philipa K. Dicka, které vznikly v letech 1953–1959. Jedná se o třetí díl pětidílného kompletního souboru autorových povídek The Collected Stories of Philip K. Dick (1987), který vyšel opět roku 1989 pod názvem The Father-Thing (Otcova napodobenina).

## Obsah sbírky
Sbírka obsahuje následující povídky:
- Na mušce (1959, Fair Game).
- Oběšenec (1953,The Hanging Stranger).
- Bije do očí (1953, The Eyes Have It), česky též jako Bije to do očí.
- Zlatý muž (1954, The Golden Man). Povídka vypráví o mutantovi, který má zlatavou srst a dokáže předvídat nejbližší budoucnost. Je na útěku, protože tito mutanti jsou určeni k likvidaci.
- Kolo osudu (1954, The Turning Wheel).
- Poslední pán (1954, The Last of the Masters), česky též jako Poslední z pánů.
- Otcova napodobenina (1854, Otcova napodobenina), česky též jako Otec, ta věc nebo Ten druhý. V povídce přeroste přirozený vztah rodiče s dítětem v paranoidní noční můru a cizí vetřelec může takový vztah využít ve svůj prospěch
- Podivný ráj (1954, Strange Eden).
- Tony a betláci (1953, Tony and the Beetles), věčné téma války a rasové nenávisti na vzdálené planetě.
- Nulovost (1958, Null-O), povídka, ve které vládu nad světem převezmou citu neschopní vědci.
- Oddaný sluha (1956, To Serve the Master)
- Exponát (1954, Exhibit Piece)
- Lezouni (1854, The Crawlers).
- Obchodní strategie (1954, Sales Pitch), česky též jako Prodavač nejvyšší kvality. Reklama útočí ze všech stran a nakonec se výrobek vnutí až do bytu, aby se sám prodal.
- Pouhá skořápka (1954, Shell Game).
- Z nebe se k nám sklání (1854, Upon the Dull Earth), česky též jako V okovech tohoto světa.
- Fostere, jsi mrtvý (1955, Foster, You're Dead), česky též jako Fostere, jste mrtev!.
- Daň za obtiskování (1956, Pay for the Printer), mimozemští Biltongové pomáhají válkou zdevastovanému lidstvu tím, že vytváří kopie jakýchkoliv předmětů.
- Válečný veterán (1955, War Veteran).
- Zlatá střední cesta (1955, The Chromium Fence), česky též jako Váhavec.
- Odchylka z normy (1957, Misadjustment).
- Svět výjimečných (1954, A World of Talent).
- Psioniku, zachraň moje dítě! (1955, Psi-Man Heal My Child!).

## Filmové adaptace
- Next (2007), americký film podle povídky Zlatý muž, režie Lee Tamahori, v hlavní roli Nicolas Cage.

## Česká vydání
- Podivný ráj a jiné povídky, Argo, Praha 2011, přeložili Robert Hýsek, Filip Krajník a Štěpán Valášek.